# Dmîtro Hraciov
Dmîtro Hraciov (în ucraineană Дмитро Грачов; n. 5 decembrie 1983, Liov, RSS Ucraineană, URSS) este un arcaș ce a reprezentat Ucraina, medaliat olimpic. A participat la 2 ediții ale Jocurilor Olimpice (2004, 2012) în care a câștigat o medalie de bronz.